# Championnat de France de baseball Élite 2003
Navigation
2002 2004
L'édition 2003 du championnat de France de baseball Élite sacre les Huskies de Rouen. Il s'agit du premier titre gagné par les Rouennais.

## Clubs
- Barracudas de Montpellier
- Lions de Savigny-sur-Orge
- Tigers de Toulouse
- Huskies de Rouen
- Paris Université Club
- Panthères de Pessac
- Seagulls de Cherbourg
- INSEP

## Finale
Huskies de Rouen 3, Lions de Savigny-sur-Orge 0
Rouen est champion de France.

## Promotion/relégation
L'INSEP et les Seagulls de Cherbourg sont relégués en Nationale 1 à l'issue de la saison. Les Templiers de Sénart et les Hawks de La Guerche de Bretagne les remplacent.